# La zona (serie de televisión)
La zona fue una serie de televisión española producida por Movistar+ para #0. Se estrenó el 27 de octubre de 2017, los creadores anunciaron que la serie tendría una segunda temporada pero fue cancelada y no se hizo realidad.

## Sinopsis
El inspector Héctor Uría regresa al servicio tres años después del grave accidente de un reactor nuclear al norte de España como el único superviviente del primer grupo que acudió en socorro de la central. Ahora debe investigar el brutal asesinato de un hombre en la Zona de Exclusión. 
El rodaje de la serie trascurrió en 160 localizaciones de Asturias (especialmente Gijón, Oviedo, La Felguera y Pravia) y Madrid.

## Reparto
Reparto Principal
- Eduard Fernández: Inspector Héctor Uría
- Álvaro Cervantes: Martín Garrido
- Alexandra Jiménez: Julia Martos
- Alba Galocha: Zoe Montero
- Marina Salas: Esther Uría Carcedo
- Emma Suárez: Marta Carcedo

Reparto Secundario
- Tamar Novas: Ricardo (Capítulo 1-8)
- Inma Cuevas: Fabiana Garmendia (Capítulo 1-8)
- Salva Reina: Gabriel Sánchez Soler "El Caníbal" (Capítulo 1-8)
- Sergio Peris-Mencheta: Aurelio Barrero (Capítulo 2, 4-7)
- Manolo Solo: Alfredo Asunción (Capítulo 2-8)
- Luis Zahera: Lucio Braña Izquierdo (Capítulo 2-8)
- Daniel Pérez Prada: Pablo Gómez Asensio "Pelirrojo" (Capítulo 3-8)
- Carlos Bardem: Mateo Jiménez Corral "Krusty"  (Capítulo 3-8)
- Juan Echanove: Fausto Armendáriz (Capítulo 4-8)
- Josean Bengoetxea: Luis Carreño (Capítulo 1-8)
- Carlos Rodríguez: Dani (Capítulo 1-8)
- Pau Durá: Delegado Ferreras (Capítulo 1-8)
- Daniel Jumillas: Pipo (Capítulo 2-8)
- Emilio Palacios: Bruno (Capítulo 2-8)
- German Alkarazu: Federico Uría (Capítulo 1-8)
- María Cantuel: Sara (Capítulo 1-8)
- Fernando Sánchez-Cabezudo: Enrique (Capítulo 1-8)
- Inma Nieto: Juez Noriega (Capítulo 1-8)
- Félix Arkarazo: Ramón (Capítulo 1-8)
- Oleg Kricunova: Román (Capítulo 2-8)
- Sonsoles Benedicto: Amalia (Capítulo 2-8)
- Juan Codina: Manuel Montero (Capítulo 1-8)
- Ana Gracia: Abogada de Zoe (Capítulo 1-8)
- Pilar Gómez: Rosa Hernández (Capítulo 1-8)
- Francisco Olmos: Comisario Vázquez (Capítulo 1-8)
- Maite Brik: Luisa Luisa (Capítulo 1-8)
- Maria Alfonsa Rosso madre de Lucio(Capítulo 5,8)

## Episodios
| N.º | Título                               | Dirigido por                                   | Escrito por                                                        | Fecha de emisión original | Audiencia      |
| --- | ------------------------------------ | ---------------------------------------------- | ------------------------------------------------------------------ | ------------------------- | -------------- |
| 1   | «En tierra de nadie»                 | Jorge Sánchez-Cabezudo                         | Jorge Sánchez-Cabezudo y Alberto Sánchez-Cabezudo                  | 27 de octubre de 2017     | 39 000         |
| 2   | «Control animal»                     | Jorge Sánchez-Cabezudo                         | Jorge Sánchez-Cabezudo y Alberto Sánchez-Cabezudo                  | 2 de noviembre de 2017    | 71 000 (0,4%)  |
| 3   | «El Balneario»                       | Jorge Sánchez-Cabezudo y Gonzalo López-Gallego | Jorge Sánchez-Cabezudo y Alberto Sánchez-Cabezudo                  | 9 de noviembre de 2017    | 59 000 (0,3%)  |
| 4   | «Insomnio»                           | Jorge Sánchez-Cabezudo                         | Jorge Sánchez-Cabezudo y Alberto Sánchez-Cabezudo                  | 16 de noviembre de 2017   | 74 000 (0,4%)  |
| 5   | «La lluvia»                          | Jorge Sánchez-Cabezudo                         | Jorge Sánchez-Cabezudo y Alberto Sánchez-Cabezudo                  | 23 de noviembre de 2017   | 50 000 (0,3%)  |
| 6   | «El mal necesario»                   | Jorge Sánchez-Cabezudo                         | Jorge Sánchez-Cabezudo, Alberto Sánchez-Cabezudo y Laura Sarmiento | 30 de noviembre de 2017   | —              |
| 7   | «Pérdida accidental de refrigerante» | Jorge Sánchez-Cabezudo                         | Jorge Sánchez-Cabezudo y Alberto Sánchez-Cabezudo                  | 7 de diciembre de 2017    | —              |
| 8   | «El último lobo»                     | Jorge Sánchez-Cabezudo                         | Jorge Sánchez-Cabezudo y Alberto Sánchez-Cabezudo                  | 14 de diciembre de 2017   | 58 000 (0,3 %) |

## Premios y nominaciones
Premios Feroz
| Año  | Categoría                              | Nominados             | Resultado |
| ---- | -------------------------------------- | --------------------- | --------- |
| 2017 | Mejor serie dramática                  | Mejor serie dramática | Ganadora  |
| 2017 | Mejor actor protagonista de una serie  | Eduard Fernández      | Nominado  |
| 2017 | Mejor actriz protagonista de una serie | Alexandra Jiménez     | Nominada  |
| 2017 | Mejor actriz de reparto de una serie   | Emma Suárez           | Ganadora  |